# Caden Cunningham
Caden Luis Cunningham (ur. 7 maja 2003 w Huddersfield) – brytyjski zawodnik taekwondo, medalista olimpijski z Paryża (2024).

## Życiorys
Zaczął trenować taekwondo w wieku sześciu lat. W 2023 roku zdobył medal Igrzysk Europejskich.
W 2024 roku reprezentował Wielką Brytanię na Letnich Igrzyskach Olimpijskich w Paryżu, gdzie w rywalizacji zawodników taekwondo powyżej 80 kilogramów zdobył srebrny medal, pokonując po drodze Abdoula Razaka Issoufou z Nigru, Rafaela Albę z Kuby i Cheicka Sallaha Cissé z Wybrzeża Kości Słoniowej, a w finale przegrał z Arianem Salimi z Iranu.